# Luparense Calcio a 5
Luparense Calcio a 5 – włoski klub futsalowy z siedzibą w Bassano del Grappa, obecnie występuje w Serie A (najwyższa klasa rozgrywkowa we Włoszech).

## Sukcesy
- Mistrzostwo Włoch (4): 2006/2007, 2007/2008, 2008/2009, 2011/2012
- Puchar Włoch (2): 2006, 2008
- Superpuchar Włoch (3): 2007, 2008, 2009